# Gynacantha klagesi
Gynacantha klagesi – gatunek ważki z rodziny żagnicowatych (Aeshnidae). Występuje na terenie Ameryki Południowej.